# Okręg administracyjny Drezno
Okręg administracyjny Drezno (niem. Direktionsbezirk Dresden) – jeden z dawnych trzech tego typów okręgów w Saksonii. Okręg powstał 1 sierpnia 2008 jako następstwo rejencji Drezno w wyniku reformy administracyjnej kraju związkowego. Jednostka została zlikwidowana 1 marca 2012 roku. Siedziba administracyjna okręgu znajdowała się w Dreźnie. 
Granice okręgu nakładały się dokładnie z granicami wcześniejszej rejencji o tej samej nazwie.

## Podział administracyjny
Okręg administracyjny Drezno składał się z:
- jednego miasta na prawach powiatu
- czterech powiatów ziemskich

Miasto na prawach powiatu:
| Lp. | Nazwa gminy      | Ludność (31.12.2009) | Powierzchnia km² |
| --- | ---------------- | -------------------- | ---------------- |
| 1   | Drezno (Dresden} | 517.052              | 328,31           |

Powiaty ziemskie:
| Lp. | Nazwa powiatu                    | Ludność (31.12.2009) | Powierzchnia km² | Liczba gmin |
| --- | -------------------------------- | -------------------- | ---------------- | ----------- |
| 1   | Budziszyn (Bautzen)              | 325.032              | 2 390,65         | 63          |
| 2   | Görlitz                          | 281.076              | 2 106,07         | 59          |
| 3   | Miśnia (Meißen)                  | 254.483              | 1 452,39         | 34          |
| 4   | Sächsische Schweiz-Osterzgebirge | 253.843              | 1 653,64         | 41          |